# Маковкі

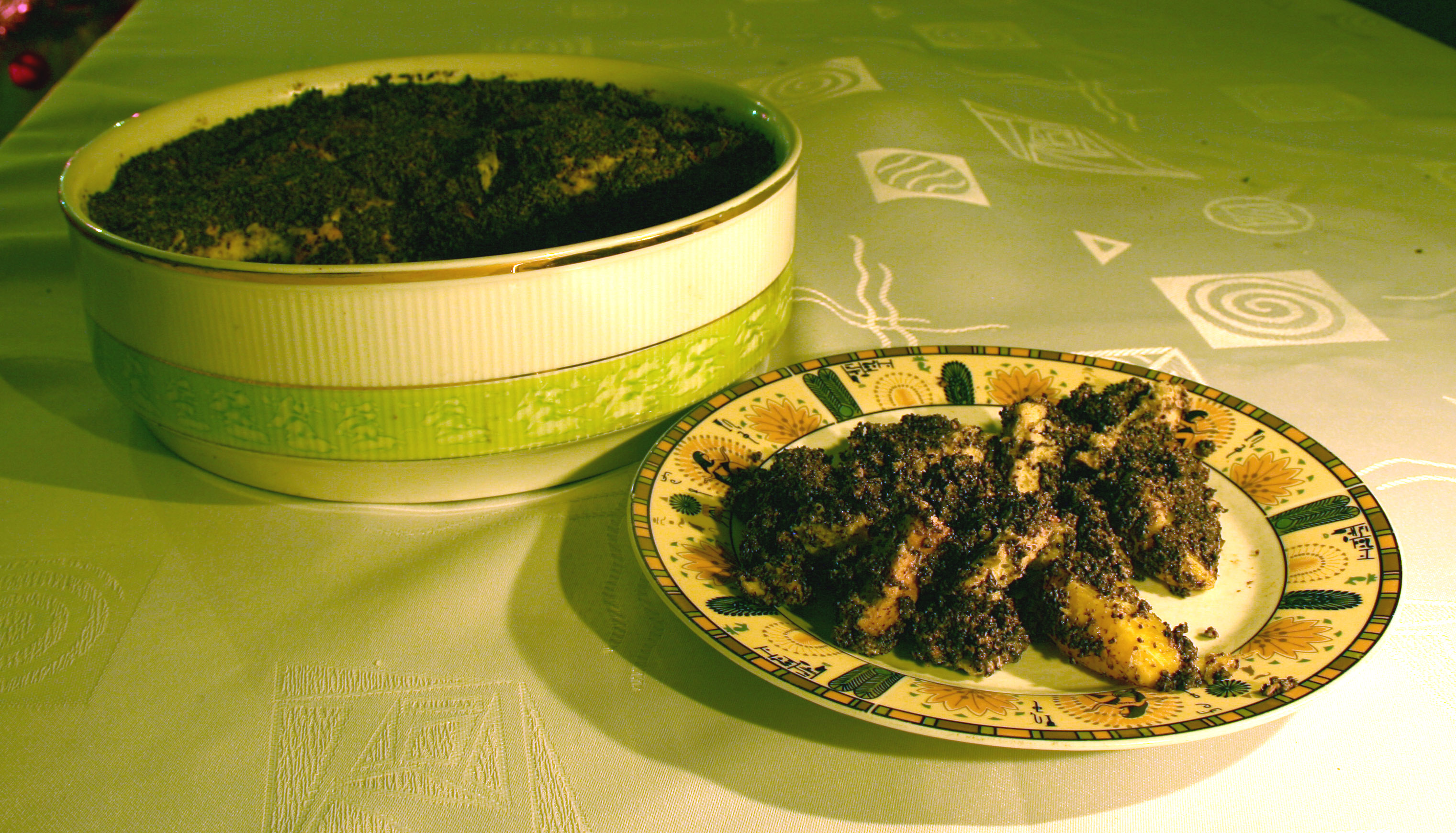
мак

Маковкі (пол. makiełki) — десерт, страва на Святвечір. Страва вважається традиційною в Сілезії (південно-західна Польща), де її подають майже виключно на Святвечір. Вона також популярна в інших частинах Польщі, а також у східній Німеччині, Словаччині та Угорщині.

## Сілезія
У Сілезії вона відома під назвою «makówki» зустрічається. Основними інгредієнтами сілезьких макових коржів є мак, бутерброди або сухарі, молоко або вода, мед або цукор, а також горіхи та сухофрукти (родзинки, інжир, мигдаль, волоські горіхи, кокосова стружка, цедра апельсина, ром, апельсини, мандарини). Розмочений хліб викладають шарами в черзі з маковою масою. Також на халу готують коржі з маком.

## Інші регіони
У Заґленбі, навколо Познані та Лодзі ця страва відома як «makiełki» або «maquiołki». У Заґленб'ї замість хліба використовують макарони (у деяких регіонах Польщі їх називають «kluski», звідси інша назва makiełki — «локшина з маком»).

## Історія
У бідніших сім'ях мак готували на воді, а замість горіхів і сухофруктів додавали сушені місцеві фрукти.